# Aleksandra Król-Walas

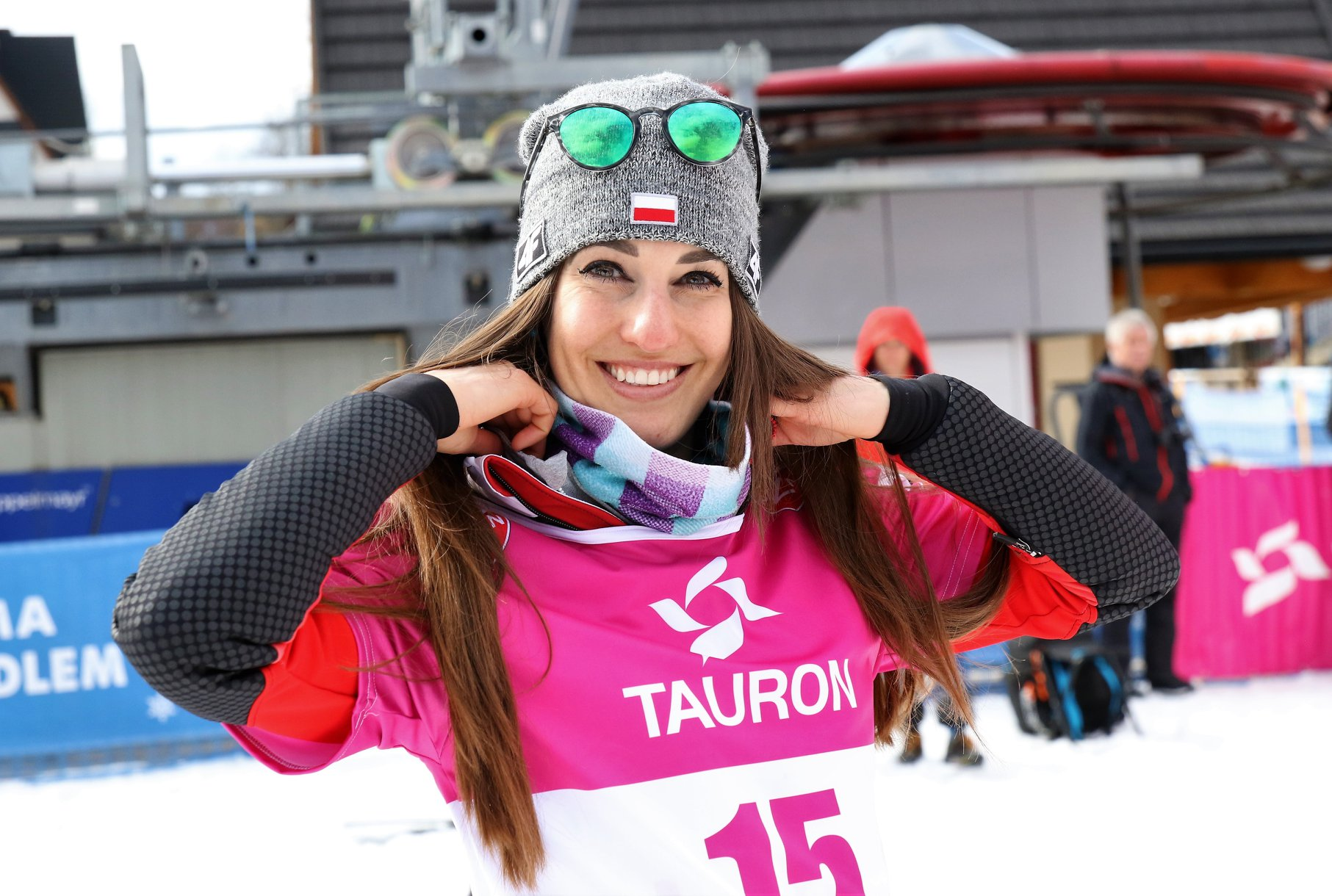
Aleksandra Król w plastronie startowym

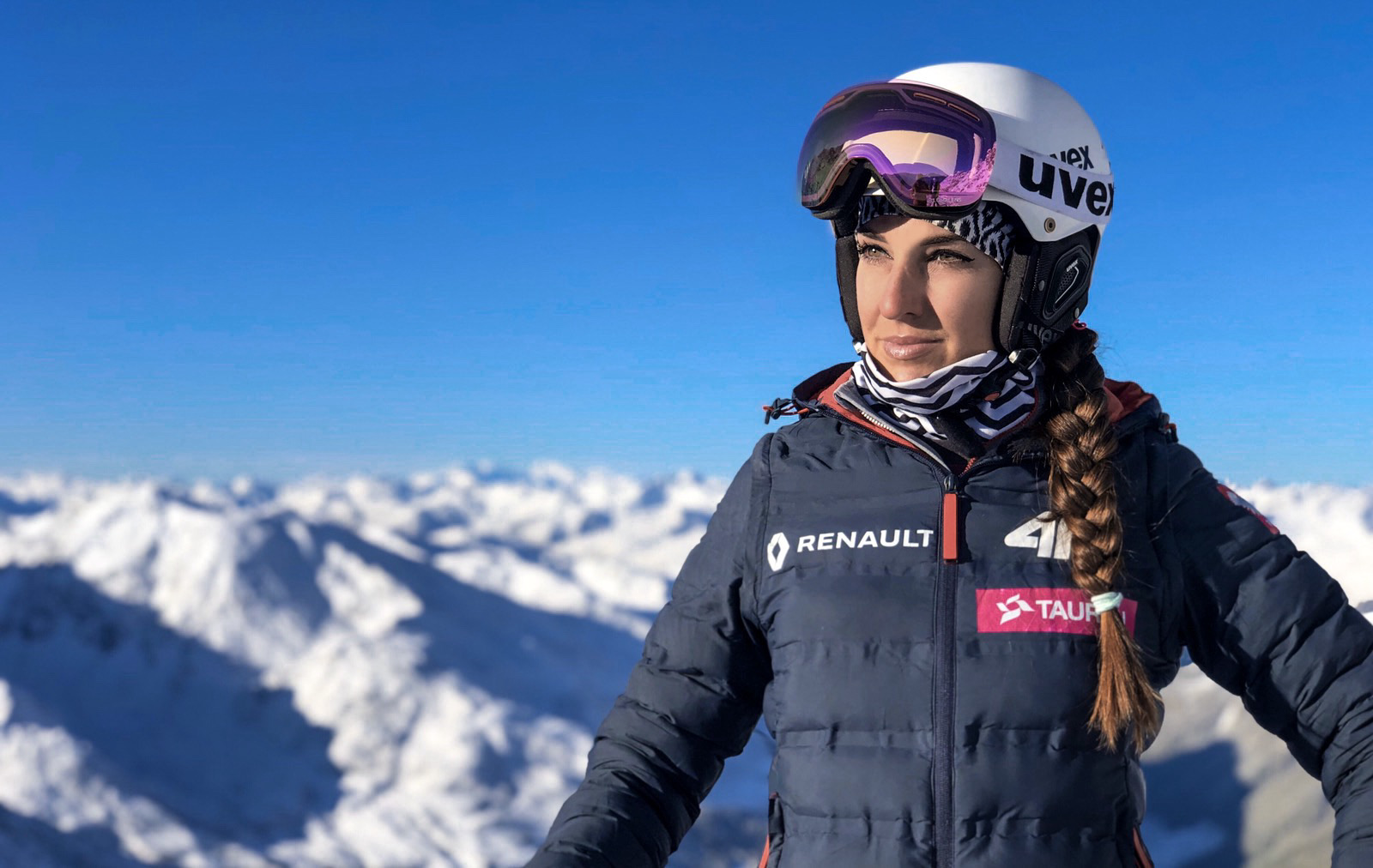

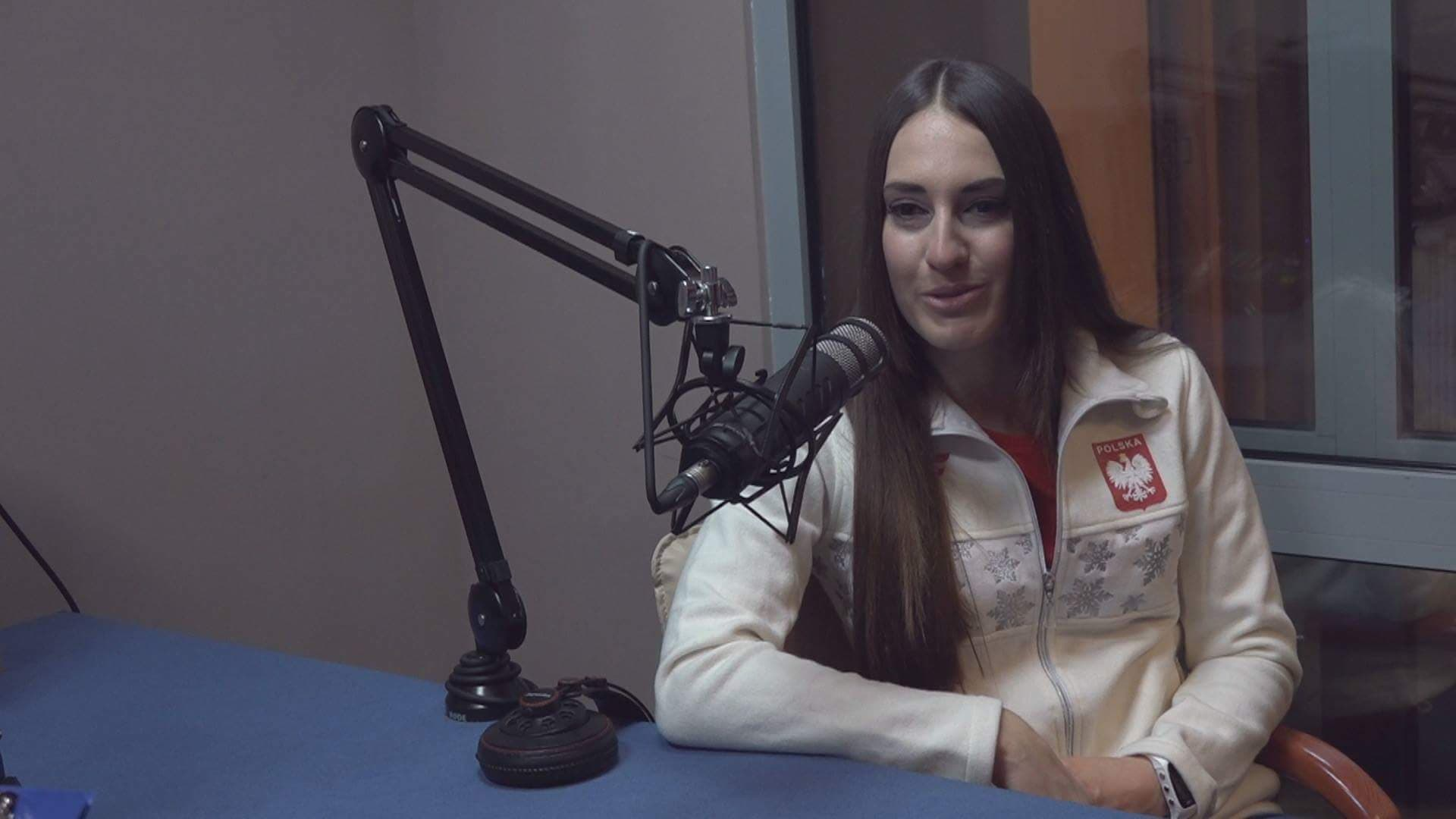
Aleksandra Król w czasie wywiadu dla TV Podhale (listopad 2017)

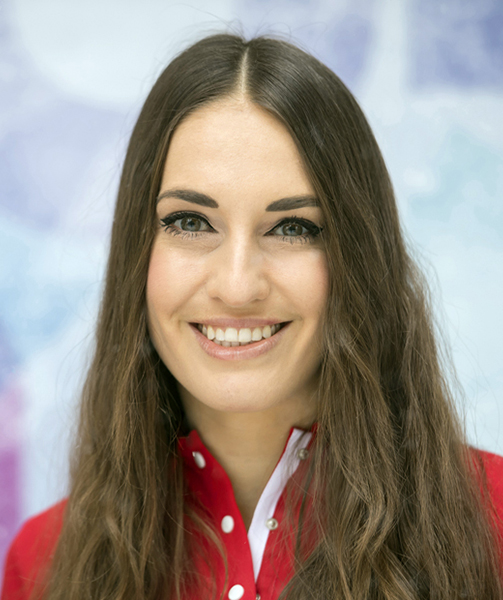
Aleksandra Król

Aleksandra Król-Walas (ur. 20 listopada 1990 w Zakopanem) – polska snowboardzistka, dwukrotna brązowa medalistka mistrzostw świata, specjalizująca się w snowboardowym slalomie gigancie równoległym (PGS) i slalomie równoległym (PSL).

## Kariera
Największy sukces w karierze Król osiągnęła 19 lutego 2023, kiedy to w gruzińskim Bakuriani zdobyła brązowy medal mistrzostw świata. Sukces tenże powtórzyła w 2025 roku. Jest też złotą medalistką 28 Uniwersjady, która odbywała się w 2017 roku w kazachskim Ałmaty, na której poprawiła wynik z 2011 roku, kiedy to na 25 Uniwersjadzie w tureckim Erzurum była 4. 
Po raz pierwszy na podium Pucharu Świata stanęła 23 lutego 2013 w Moskwie w slalomie równoległym, gdzie zajęła 2. miejsce. 14 stycznia 2022 w austriackim Simonhöhe odniosła swe pierwsze zwycięstwo w zawodach rangi Pucharu Świata.
Trzykrotna olimpijka. Uczestniczyła w Zimowych Igrzyskach Olimpijskich w Soczi 2014, Pjongczangu w 2018 oraz Pekinie w 2022, gdzie została wybrana chorążym olimpijskiej reprezentacji Polski podczas ceremonii otwarcia. 
W 2010 roku na Mistrzostwach Świata Juniorów w Nowej Zelandii była kolejno 8. w slalomie równoległym, a 11. w slalomie gigancie równoległym.
Osiem razy wywalczyła także 4. miejsce w zawodach tej rangi. Jest zdobywczynią kilkudziesięciu medali Mistrzostw Polski, w tym złotych kruszców aż w 3 odmiennych konkurencjach seniorskich – slalom gigant równoległy, slalom równoległy, snowcross. Posiada także brązowy medal Mistrzostw Polski juniorów w konkurencji Halfpipe.
Swe starty w Pucharze Europy Król rozpoczęła w 2005 roku. W klasyfikacji generalnej zajęła wówczas 126. miejsce. W następnym sezonie 2006/2007 nie została sklasyfikowana, gdyż nie udało się wywalczyć jakichkolwiek punktów. Poprawiła się w kolejnym sezonie, kiedy to wywalczyła 58. miejsce. Po roku znów została sklasyfikowana wyżej, tym razem na 19 lokacie. Duży awans zaliczyła w sezonie 2009/2010, uzyskując 6. miejsce Po roku znów zaliczyła progres i sezon 2010/2011 zakończyła już na 5 pozycji. W sezonie 2011/2012 zajęła 18 pozycję. Lokatę tę powtórzyła dwukrotnie. Miało to miejsce w sezonach 2012/2013 oraz w sezonie 2013/2014. W sezonie 2014/2015 zajęła 23. miejsce. Po upływie roku (sezon 2015/2016) sklasyfikowana została na 14 lokacie. W sezonie 2016/2017 zaliczyła awans o 4 lokaty, kończąc sezon w „pierwszej 10". W sezonie olimpijskim 2017/2018, Puchar Europy ukończyła na miejscu 16. Po roku, sezon 2018/2019 została sklasyfikowana na 47. miejscu. Niższa lokata w tej klasyfikacji, wynikała z mniejszej liczby startów spowodowanej kontuzją. Sezon 2019/2020 ukończyła zaś ponownie jako wicemistrzyni. Zajmowała ośmiokrotnie miejsce na podium w zawodach z cyklu Pucharu Europy i Pucharu North America Cup:
- 1. miejsce w 2014 roku w Lizzoli (Włochy) w slalomie równoległym;
- 1. miejsce 08.03.2020 roku w Tauplitz (Austria) slalom równoległy
- 2. miejsce w 2010 roku w Isola (Francja) także w tej konkurencji;
- 2. miejsce w 2011 roku w Steamboat Springs Colorado (USA);
- 2. miejsce w 2017 roku w Racines (Włochy) slalom równoległy;
- 2. miejsce 07.03.2020 roku w Tauplitz (Austria) slalom równoległy
- 3. miejsce w 2012 roku w Racines (Włochy) slalom równoległy;
- 3. miejsce w 2011 roku w Valberg (Francja) slalom gigant równoległy.

Osiem razy wywalczyła także 4. miejsce w zawodach tej rangi.
Mistrzyni Polski z 2018 r. Tytuł wywalczyła podczas zawodów w podhalańskiej miejscowości Suche Sukces ten powtórzyła w 2022 roku. 15 marca 2022, w tej samej miejscowości także zdobyła tytuł mistrzyni Polski.

## Osiągnięcia

### Igrzyska olimpijskie
| Miejsce | Dzień     | Rok  | Miejscowość | Konkurencja       | Zwyciężczyni    |
| ------- | --------- | ---- | ----------- | ----------------- | --------------- |
| DSQ     | 19 lutego | 2014 | Soczi       | Gigant równoległy | Patrizia Kummer |
| 30.     | 22 lutego | 2014 | Soczi       | Slalom równoległy | Julia Dujmovits |
| 11.     | 24 lutego | 2018 | Pjongczang  | Gigant równoległy | Ester Ledecká   |
| 8.      | 8 lutego  | 2022 | Pekin       | Gigant równoległy | Ester Ledecká   |

### Mistrzostwa świata
| Miejsce | Dzień       | Rok  | Miejscowość   | Konkurencja                 | Zwyciężczyni              |
| ------- | ----------- | ---- | ------------- | --------------------------- | ------------------------- |
| 41.     | 20 stycznia | 2009 | Gangwon       | Gigant równoległy           | Marion Kreiner            |
| 34.     | 21 stycznia | 2009 | Gangwon       | Slalom równoległy           | Fränzi Mägert-Kohli       |
| 24.     | 19 stycznia | 2011 | La Molina     | Gigant równoległy           | Alona Zawarzina           |
| 39.     | 21 stycznia | 2011 | La Molina     | Slalom równoległy           | Hilde-Katrine Engeli      |
| 26.     | 25 stycznia | 2013 | Stoneham      | Gigant równoległy           | Isabella Laböck           |
| 29.     | 27 stycznia | 2013 | Stoneham      | Slalom równoległy           | Jekatierina Tudiegieszewa |
| 20.     | 22 stycznia | 2015 | Kreischberg   | Slalom równoległy           | Ester Ledecká             |
| 26.     | 23 stycznia | 2015 | Kreischberg   | Gigant równoległy           | Claudia Riegler           |
| 8.      | 15 marca    | 2017 | Sierra Nevada | Slalom równoległy           | Daniela Ulbing            |
| 20.     | 16 marca    | 2017 | Sierra Nevada | Gigant równoległy           | Ester Ledecká             |
| 10.     | 4 lutego    | 2019 | Park City     | Gigant równoległy           | Selina Jörg               |
| 8.      | 5 lutego    | 2019 | Park City     | Slalom równoległy           | Julie Zogg                |
| 14.     | 1 marca     | 2021 | Rogla         | Gigant równoległy           | Selina Jörg               |
| 22.     | 2 marca     | 2021 | Rogla         | Slalom równoległy           | Sofija Nadyrszyna         |
| 3.      | 19 lutego   | 2023 | Bakuriani     | Gigant równoległy           | Tsubaki Miki              |
| 12.     | 21 lutego   | 2023 | Bakuriani     | Slalom równoległy           | Julie Zogg                |
| 8.      | 22 lutego   | 2023 | Bakuriani     | Slalom równoległy drużynowo | Włochy 2                  |
| 3.      | 20 lutego   | 2025 | Engadyna      | Gigant równoległy           | Ester Ledecká             |

### Puchar Świata

#### Miejsca w klasyfikacji generalnej
| sezon           | pozycja          |
| --------------- | ---------------- |
| sezon 2008/2009 | 147.             |
| sezon 2009/2010 | 159.             |
| sezon 2010/2011 | 38.              |
| sezon 2011/2012 | 37.              |
| sezon 2012/2013 | 19.              |
| sezon 2013/2014 | 30.              |
| sezon 2014/2015 | 33.              |
| sezon 2015/2016 | 22.              |
| sezon 2016/2017 | 20.              |
| sezon 2017/2018 | 23.              |
| sezon 2018/2019 | 11.              |
| sezon 2019/2020 | 22.              |
| sezon 2020/2021 | 19               |
| sezon 2021/2022 | 17               |
| sezon 2022/2023 | 7                |
| sezon 2023/2024 | nieklasyfikowana |
| sezon 2024/2025 | 6                |

#### Miejsca w klasyfikacjach poszczególnych konkurencji
| sezon                          | 2008/2009 | 2009/2010 | 2010/2011 | 2011/2012 | 2012/2013 | 2013/2014 | 2014/2015 | 2015/2016 | 2016/2017 | 2017/2018 | 2018/2019 | 2019/2020 | 2020/2021 | 2021/2022 | 2022/2023 | 2023/2024 | 2024/2025 |
| slalom (SL)                    |           |           |           |           |           |           |           |           |           |           |           |           |           |           |           |           |           |
| ------------------------------ | --------- | --------- | --------- | --------- | --------- | --------- | --------- | --------- | --------- | --------- | --------- | --------- | --------- | --------- | --------- | --------- | --------- |
| ogólna klasyfikacja            |           |           |           |           | 29        | 34        | 36        | 14        | 28        | 27        | 10        | 22        | 27        | 11        | 7         | -         | 6         |
| slalom równoległy (PSL)        |           |           |           |           | 11        | 27        | 30        | 28        | 11        | 11        | 8         | 13        | 13        | 11        | 12        | -         | 14        |
| slalom gigant równoległy (PGS) |           |           |           |           | 29        | 34        | 36        | 14        | 28        | 27        | 10        | 22        | 22        | 11        | 4         | -         | 4         |

#### Miejsca na podium w zawodach PŚ
1. Moskwa – 23 lutego 2013 (PSL) – 2. miejsce
2. Bad Gastein – 8 stycznia 2019 (PSL) – 2. miejsce
3. Simonhöhe(inne języki) – 14 stycznia 2022 (PGS) – 1. miejsce[10]
4. Winterberg – 10 grudnia 2022 (PRT-PSL) – 3. miejsce (wspólnie z Oskarem Kwiatkowskim)[39]
5. Carezza – 15 grudnia 2022 (PGS) – 2. miejsce[40]
6. Mylin Valley – 30 listopada 2024 (PGS) – 2. miejsce[41]
7. Carezza – 12 grudnia 2024 (PGS) – 2. miejsce[42]
8. Cortina d’Ampezzo – 14 grudnia 2024 (PGS) – 2. miejsce
9. Scuol – 11 stycznia 2025 (PGS) – 1. miejsce[43]
10. Bansko – 18 stycznia 2025 (PGS) – 3. miejsce[44][45]

### Puchar Europy
| Sezon     | Pozycja          |
| --------- | ---------------- |
| 2005/2006 | 126              |
| 2006/2007 | nieklasyfikowana |
| 2007/2008 | 58.              |
| 2008/2009 | 19.              |
| 2009/2010 | 6.               |
| 2010/2011 | 5.               |
| 2011/2012 | 18.              |
| 2012/2013 | 18.              |
| 2013/2014 | 18.              |
| 2014/2015 | 23.              |
| 2015/2016 | 14.              |
| 2016/2017 | 10.              |
| 2017/2018 | 16.              |
| 2018/2019 | 47.              |
| 2019/2020 | 2.               |
| 2020/2021 | 20               |
| 2021/2022 | nieklasyfikowana |
| 2022/2023 | 29               |
| 2023/2024 | nieklasyfikowana |

Zwycięstwa w zawodach z cyklu Pucharu Europy
1. Lizzola(inne języki)-Valbondione – 25 stycznia 2014 (PSL)
2. Rogla – 21 marca 2018 (PGS)[52]
3. Hochfügen(inne języki) – 22 grudnia 2019 (PGS)[53]
4. Tauplitz – 8 marca 2020 (PSL)
5. Suche – 4 marca 2023 (PGS)[54]

### Uniwersjada
| Miejsce i rok zawodów | Konkurencja              | Wynik |
| --------------------- | ------------------------ | ----- |
| Erzurum 2015          | slalom gigant równoległy | 7.    |
| Ałmaty 2017           | slalom równoległy        | 5.    |
| Ałmaty 2017           | slalom gigant równoległy | 1.    |

- Przypisy

1. ↑  KROL Aleksandra – Biographie [online], data.fis-ski.com [dostęp 2017-04-04] (ang.).
2. ↑  Aleksandra Król [online], www.facebook.com [dostęp 2020-08-28] (pol.).
3. ↑  Snowboard – sport_PSL-PGS-PAR – Athlete: Aleksandra KROL [online], FIS-SKI [dostęp 2017-04-04] (ang.).
4. ↑  Polski Komitet Olimpijski, Biografie • Polski Komitet Olimpijski [online], www.olimpijski.pl [dostęp 2017-04-04] (pol.).
5. ↑  Aleksandra Król: cieszę się, że tak zakończyłam przygodę z Uniwersjadą [online], Przegląd Sportowy, 31 stycznia 2017 [dostęp 2021-01-09] (pol.).
6. ↑  Pierwsze złoto Uniwersjady! Król bezkonkurencyjna, Sztokfisz brązowa, „PrzegladSportowy.pl” [dostęp 2017-04-04] (pol.).
7. ↑  Zimowa Uniwersjada: czwarte miejsce Polaka w slalomie gigancie równoległym [online], Onet Sport, 10 lutego 2015 [dostęp 2020-08-28] (pol.).
8. ↑  Uniwersjada. Król czwarta w pożyczonym stroju, „Sport.pl” [dostęp 2017-04-04] [zarchiwizowane z adresu 2017-04-04] (pol.).
9. ↑  PŚ w snowboardzie. Król druga w slalomie równoległym w Moskwie, „Sport.pl” [dostęp 2017-04-04] [zarchiwizowane z adresu 2017-04-04] (pol.).
10. 1 2  Snowboard – PŚ: pierwsze zwycięstwo Aleksandry Król! | Poinformowani.pl [online], sport.poinformowani.pl, 14 stycznia 2022 [dostęp 2022-01-14] (pol.).
11. ↑  Pjongczang: Aleksandra Król z awansem do 1/8 finału, dyskwalifikacja Karoliny Sztokfisz [online], Onet Sport, 24 lutego 2018 [dostęp 2020-08-20] (pol.).
12. ↑  Wielka zmiana w reprezentacji Polski przed ZIO w Pekinie. Jest nowy chorąży [online], Fakt24.pl, 2 lutego 2022 [dostęp 2022-02-02] (pol.).
13. ↑  Wirtualna Polska Media, Aleksandra Król – Snowboard – WP SportoweFakty [online], sportowefakty.wp.pl [dostęp 2020-08-20] (pol.).
14. ↑  Aleksandra Król i Oskar Bom – mistrzami Polski Seniorów w slalomie gigancie równoległym • malopolskaonline.pl [online], malopolskaonline.pl [dostęp 2017-04-04].
15. ↑  Medaliści XI Ogólnopolskiej Olimpiady Młodzieży i Mistrzostw Polski Juniorów w sportach zimowych [online], www.sportmlodziezowy.pl [dostęp 2017-04-04].
16. ↑  National Championships – Ladies’ Snowboardcross 28.02.2006 [online], data.fis-ski.com [dostęp 2017-04-04] (ang.).
17. 1 2 3  Cup Standings [online], www.fis-ski.com [dostęp 2020-08-10].
18. 1 2  Cup Standings [online], www.fis-ski.com [dostęp 2020-08-10].
19. 1 2 3  Cup Standings [online], www.fis-ski.com [dostęp 2020-08-10].
20. 1 2  Cup Standings [online], www.fis-ski.com [dostęp 2020-08-10].
21. 1 2  Cup Standings [online], www.fis-ski.com [dostęp 2020-08-10].
22. 1 2 3 4  Cup Standings [online], www.fis-ski.com [dostęp 2020-08-10].
23. 1 2  Cup Standings [online], www.fis-ski.com [dostęp 2020-08-10].
24. 1 2 3  Cup Standings [online], www.fis-ski.com [dostęp 2020-08-10].
25. 1 2  Cup Standings [online], www.fis-ski.com [dostęp 2020-08-10].
26. 1 2  Maro, Cup Standings [online], www.fis-ski.com, 10 sierpnia 2020 [dostęp 2020-08-10].
27. 1 2  Cup Standings [online], www.fis-ski.com [dostęp 2020-08-10].
28. ↑  Sport-Timing » FIS – Mistrzostwa Polski Seniorów w Snowboard – PSL – Suche [online] [dostęp 2021-02-20] (pol.).
29. ↑  Polski Związek Narciarski – Aleksandra Król mistrzynią Polski w slalomie i slalomie równoległym 🇵🇱🥇 | Facebook [online], www.facebook.com [dostęp 2022-03-09] (pol.).
30. ↑  Rozdano medale Mistrzostw Polski Seniorów i Juniorów w snowboardzie alpejskim [online], Podhale Region, 10 marca 2022 [dostęp 2022-03-15] (pol.).
31. ↑  Wirtualna Polska Media, Życiowe osiągnięcie Aleksandry Król! – WP SportoweFakty [online], sportowefakty.wp.pl, 8 lutego 2022 [dostęp 2022-02-08] (pol.).
32. ↑  Od sezonu 2010/2011 obowiązuje osobna klasyfikacja generalna konkurencji równoległych.
33. ↑  Cup Standings [online], www.fis-ski.com [dostęp 2020-08-07].
34. ↑  Cup Standings [online], www.fis-ski.com [dostęp 2021-04-07].
35. ↑  Cup Standings [online], www.fis-ski.com [dostęp 2022-12-07].
36. ↑  Cup Standings [online], www.fis-ski.com [dostęp 2023-06-30].
37. ↑  Cup Standings [online], www.fis-ski.com [dostęp 2021-04-18].
38. ↑  International Ski and Snowboard Federation, FIS | Cup Standings - Snowboard [online], www.fis-ski.com [dostęp 2025-01-13] (ang.).
39. ↑  Łukasz Konstanty, Puchar Świata w snowboardzie. Oskar Kwiatkowski i Aleksandra Król na podium w rywalizacji drużyn mieszanych [online], Kurier Lubelski, 10 grudnia 2022 [dostęp 2022-12-11] (pol.).
40. ↑  Drugie zawody, drugie podium!.      [dostęp 2022-12-15].
41. ↑  Świetne wieści z Pucharu Świata. Wspaniały początek, Polacy mogą być dumni [online], sport.interia.pl [dostęp 2024-11-30].
42. ↑  Wróciła po urodzeniu dziecka. Stanęła na podium Pucharu Świata [online], 12 grudnia 2024 [dostęp 2024-12-12] (pol.).
43. ↑  Świetny start Polki! Wygrała w Pucharze Świata po raz drugi w karierze - Wiadomości Radio ZET [online], wiadomosci.radiozet.pl, 11 stycznia 2025 [dostęp 2025-01-11].
44. ↑  Aleksandra Król-Walas na podium Pucharu Świata! Trwa świetna passa Polki [online], Polskie Radio 24 [dostęp 2025-01-18].
45. ↑  Aleksandra Król-Walas na podium Pucharu Świata! Trwa świetna passa Polki [online], Polskie Radio 24 [dostęp 2025-01-18].
46. ↑  Cup Standings [online], www.fis-ski.com [dostęp 2020-08-10].
47. ↑  Cup Standings [online], www.fis-ski.com [dostęp 2020-08-10].
48. ↑  Cup Standings [online], www.fis-ski.com [dostęp 2020-08-10].
49. 1 2  Cup Standings [online], www.fis-ski.com [dostęp 2020-08-10].
50. ↑  Cup Standings [online], www.fis-ski.com [dostęp 2021-04-07].
51. ↑  Cup Standings [online], www.fis-ski.com [dostęp 2023-06-30].
52. ↑  [24tp.pl] Wygrana Aleksandry Król w Pucharze Europy [online], 24tp.pl [dostęp 2020-11-03].
53. ↑  Puchar Europy w snowboardzie. Aleksandra Król i Oskar Kwiatkowski ze złotymi medalami! [online], Kronika24.pl, 23 grudnia 2019 [dostęp 2020-11-03] (pol.).
54. ↑  Finałowe zjazdy Polaków podczas zawodów Pucharu Europy w Suchem.      [dostęp 2023-03-04].